# Steinerjeva veriga
Steinerjeva veriga je množica n krožnic, ki so tangentne na dve krožnici, ki se ne sekata (glej sliko na desni). Pri tem je n končen. Vsaka krožnica v verigi je tangentna na prejšnjo in na naslednjo krožnico. V zaprtih Steinerjevih verigah sta tudi prva in zadnja (n-ta) krožnica druga na drugo tangentni. V odprtih Steinerjevih verigah tega ni. 
Zunanja in notranja krožnica (dani krožnici) se ne sekata, čeprav v tem ni omejitve. Manjša krožnica lahko v celoti leži znotraj ali zunaj večje krožnice. Središča  krožnic ležijo na elipsi (manjša krožnica leži znotraj večje)  ali hiperboli (večja krožnica leži zunaj manjše).
Veriga se imenuje po švicarskem matematiku Jakobu Steinerju (1796 - 1863). Steiner jo je definiral v 19. stoletju. Odkril je tudi veliko njenih značilnosti.

## Vrste tangentnosti
- Steinerjeve verige z različnimi načini tangentnosti
- Sedem krožnic Steinerjeve verige (črno) je z zunanje strani tangentnih na dano notranjo krožnico (rdeče) in je tangentna z notranje strani na  zunanjo krožnico (modro).
- Sedem krožnic Steinerjeve verige (črno) je iz zunanje strani tangentnih na obe krožnici (rdeča in modra), ki ležita zunaj druga druge.
- Sedem od osmih krožnic te Steinerjeve verige (črno) je iz zunanje strani tangentnih na obe krožnici (rdeče in modro), osma krožnica je iz notranje strani tangentna na obe.

## Zaprta, odprta in večciklična veriga
Naj bosta dani krožnici označeni z {\displaystyle \alpha } in {\displaystyle \beta }. Ti dve krožnici se dotikata n krožnic Stenerjeve verige. Vsaka krožnica Ck se dotika natančno štirih krožnic: to je krožnice {\displaystyle \alpha } in {\displaystyle \beta } ter še dveh sosednjih krožnic Ck -1 in Ck +1. Običajno so Steinerjeve verige zaprte, kar pomeni, da sta prva in zadnja krožnica tangentni druga na drugo. V nasprotju s tem, pa je odprta Steinerjeva veriga tista v kateri prva in zadnja krožnica nista tangentni druga na drugo. Večciklična pa je tista veriga, ki omogoča, da  krožnice potekajo okoli po notranji krožnici večkrat preden postane veriga zaprta.
- Zaprte, odprte in večciklične Steinerjeve verige
- Zaprta Steinerjeva veriga devetih krožnic. Prva in deveta krožnica sta tangentni.
- Odprta Steinerjeva veriga devetih krožnic. Prva in deveta krožnica se prekrivata.
- Večciklična Steinerjeva veriga 17 krožnic v dveh ovojih. Prva in sedemnajsta krožnica se dotikata.

## Oblike v kolobarju
Najenostavnejša vrsta Steinerjeve verige je zaprta veriga v kateri je n krožnic enake velikosti, ki obdajajo  včrtano krožnico s polmerom r. Veriga krožnic je obdana zs krožnico, ki ima polmer R. Dani včrtani in očrtani krožnici sta koncentrični. Steinerjeva veriga leži v kolobarju med njima. Zaradi simetrije je  kot {\displaystyle 2\theta } med dvema središčema krožnic iz Steinerjeve verige enak 360º/n. Iz tega dobimo  (glej sliko na desni strani) 
{\displaystyle \sin \theta ={\frac {\rho }{r+\rho }}}
in 
{\displaystyle \rho ={\frac {r\sin \theta }{1-\sin \theta }}}
Iz tega dobimo kriterij za obstoj Steinerjeve verige za dani dve koncentrični krožnici. Zaprta Steinerjeva veriga z n krožnicami zahteva, da je razmerje R/r za dani krožnici enako
{\displaystyle {\frac {R}{r}}=1+{\frac {2\sin \theta }{1-\sin \theta }}={\frac {1+\sin \theta }{1-\sin \theta }}=\left[\sec \theta +\tan \theta \right]^{2}}.
- Kolobarne  Steinerjeve verige
- n = 3
- n = 6
- n = 9
- n = 12
- n = 20

## Značilnosti pri inverziji
- Značilnosti Steinerjeve verige pri inverziji
- V kolobarni verigi  Steinerjeve verige je  kot, ki pripada eni krožnici, enak 2θ (zlato obarvane daljice), ki je tudi  kot, ki ga določata sosednji točki tangentnosti.
- Dve krožnici (rožnata in cianova), ki sta notranje tangentni na obe dani krožnici in katerih središča so kolinearna  s središči danih krožnic, se sekajo pod kotom 2θ.
- Pod inverzijo se te premice in krožnice postanejo krožnice z enakim presečnim kotom 2θ. Zlato obarvane krožnice se sekajo pod pravim kotom (ortogonalno).
- krožnice, ki potekajo skozi medsebojno tangentne točke Steinerjeve verige, ki ortogonalne na dani dve krožnici in sekajo druga drugo pod mnogokratnikom  kota 2θ.
- Krožnice, ki potekajo skozi tangentne točke  krožnic Steinerjeve verige z dvema danima krožnicama so  na njih ortogonalni in se sekajo pod mnogokratnikom  kota 2θ.

## Konjugirane verige
- Konjugirane  Steinerjeve verige z n = 4
- Steinerjeva veriga z dvema danima krožnicama (v rdeči in modri barvi).
- Nekaj krožnic z drugačnim izborom danih krožnic.
- Nekaj krožnic, vendar z drugačnim izborom danih krožnic.

Če ima Steinerjeva veriga parno število krožnic, potem poljubna dve diametralno nasprotni krožnici v verigi lahko vzamemo za dve dani krožnici nove verige, ki ji pripadajo originalne krožnice. Kadar ima originalna veriga n krožnic in m ovojev, in ima nova veriga p krožnic in q ovojev, potem velja
{\displaystyle {\frac {m}{n}}+{\frac {p}{q}}={\frac {1}{2}}}.

## Posplošitev
Najenostavneša posplošitev Steinerjeve verige je v tem, da dovolimo, da se dani krožnici dotikata ali celo sekata. V prvem primeru dobimo Paposovo verigo, ki pa ima neskončno število krožnic.
Drugi primer posplošitve je Soddyjeva šesterka, ki je posplošitev Steinerjeve verige šestih krožnic. V Soddyjevi šesterki imamo šest sfer, ki se gibljejo vzdolž iste elipse. Ovojnica šesterki Soddyjeve šesterke je Dupinova ciklida, ki pa je inverzija torusa. V Soddyjevi šesterki šest sfer ni tangentnih na zunanjo in notranjo sfero, ampak tudi do ostalih dveh sfer, ki se nahajajo nad in pod ravnino središč šesterke. 
Večkratni obroči so naslednja oblika posplošitve. Običajna Steinerjeva veriga se dobi z inverzijo kolobarne oblike verige tangentnih krožnic vezanih z dvema koncentričnima krožnicama. To lahko posplošimo tako, da naredimo inverzijo treh ali več koncentričnih  krožnic, ki vključujejo  kolobarne verige tangentnih krožnic. 
Hierarhične Steinerjeve verige predstavljajo naslednjo vrsto posplošitve. Kadar dve dani krožnici ležita  v celoti druga v drugi, potem večja krožnica  omejuje krožnice Steinerjeve verige. V hierarhični Steinerjevi verigi vsaka krožnica   verige omejuje dano krožnico druge verige v njej. To lahko ponavljamo in dobimo fraktal.